# VEF I-16
VEF I-16 byl lehký stíhací letoun vyvíjený lotyšskou společností Valsts Elektrotechniska Fabrika (VEF). Jediný postavený prototyp byl zalétán roku 1940. Roku 1940 byl ukořistěn Sovětským svazem a následně roku 1941 Německem. Jeho další osud je neznámý.

## Vývoj
Lotyšské letectvo začalo v roce 1938 uvažovat o získání domácího lehkého stíhacího letounu. Jeho vývoje se ujmula společnost VEF sídlící v Rize, jejímž šéfstruktérem byl ve 30. a 40. letech Kārlis Irbītis. Irbītis navrhl několik školních a sportovních letadel. Irbītis navrhl malý aerodynamicky čistý letoun poháněný československým motorem Walter Sagitta. Zároveň byl podobně řešen jeho cvičný typ VEF I-15. Prototyp byl dokončen na přelomu let 1939 a 1940. Poprvé vzlétl na jaře 1940, ale po poruše motoru s ním musel zkušební pilot Konstantis Reichmanis nouzově přistát. Letoun nebyl poškozen, závadu se podařilo odstranit, výrobce ale raději začal jednat o dodávce amerických motorů Ranger SGV-770. Prototyp uskutečnil ještě několik letů, pak ale přišla sovětská okupace a anexe Lotyšska dne 17. června 1940. Ve zkouškách pokračoval sovětský Vědeckovýzkumný ústav letectva. Při invazi do SSSR byl prototyp ukořistěn Němci, opatřen německými výsostnými znaky (AW+10) a odvezen do Německa. Jeho další osud je neznámý.

## Konstrukce
Letoun byl celodřevěný jednomístný dolnoplošník s pevným záďovým podvozkem a krytou kabinou. Poháněl jej vzduchem chlazený invertní dvanáctiválcový vidlicový motor Walter Sagitta o výkonu 500 k (367 kW). Motor poháněl dvoulistou vrtuli s pevnými listy Schwarz. Plánovanou výzbroj tvořily dva 7,92mm kulomety Browning. Prototyp však byl neozbrojený.

## Specifikace

VEF I-16

Data podle:

### Hlavní technické údaje
- Osádka: 1 pilot
- Rozpětí: 8,23 m
- Délka: 7,3 m
- Výška: 1,9 m
- Nosná plocha: 11,43 m²
- Hmotnost prázdného letounu: 1100 kg
- Vzletová hmotnost : 1540 kg
- Pohonná jednotka: 1× vzduchem chlazený invertní dvanáctiválcový vidlicový motor Walter Sagitta
- Výkon pohonné jednotky: 500 k (367 kW)

### Výkony
- Cestovní rychlost: 400 km/h
- Maximální rychlost: 483 km/h ve výšce 7900 m
- Dostup: 8100 m
- Dolet: 800 km

### Výzbroj
- 2× 7,92mm kulomet Browning